# Martin Škrtel
Martin Škrtel (n. 15 decembrie 1984, Handlová, Trenčiansky kraj, Slovacia) este un fotbalist slovac liber de contract, care joacă pe post de fundaș central.

## Biografie
Škrtel a fost crescut la Ráztočno. A început să joace fotbal de la vârsta de 6 ani; în timp ce era un bun jucător de hochei, și a urmat cariera tatălui său. El este cel mai tânăr dintre cei 3 copii, având un frate și o soră mai mari.
Škrtel a jucat de la început ca aripă-stângă ori ca atacant până la vârsta de 16 ani, când a fost rugat să joace pe post de fundaș central pentru echipa națională de fotbal de tineret a Slovaciei. El a acceptat dar a spus că nu a mai jucat niciodată pe postul acesta.

### Trenčin
Škrtel și-a început cariera profesionistă la  AS Trenčin. El a jucat 45 de jocuri între anii 2001 și 2004.

### Zenit St. Petersburg
Škrtel a debutat pentru Zenit într-un meci din Cupa Rusiei pe 31 iulie 2004. El a spus că prezența jucătorilor slovaci și cehi l-au ajutat foarte mult să se acomodeze cu noua echipă. A jucat 113 meciuri din care a marcat 5 goluri. Valencia, Tottenham Hotspur, Everton și Newcastle United au fost toate interesate de Škrtel, dar el a încheiat un contract cu Liverpool.

### Liverpool
Škrtel a semnat un contract de 4 ani și jumătate cu Liverpool pe 11 ianuarie 2008 pentru 6,5 milioane lire sterline. După terminarea afacerii, managerul lui Liverpool, Rafael Benitez, a spus despre Škrtel următoarele:
„Este bun, agresiv, rapid, e bun la duelurile aeriene și cred că va fi un jucător foarte bun pentru viitor și pentru prezent. Este foarte competitiv, dar mentalitatea sa e foarte bună pentru mine.”
Škrtel și-a făcut debutul la echipă într-un meci împotriva celor de la Aston Villa și a purtat numărul 37 pe tricou. Benitez l-a comparat de asemenea cu actualul fundaș, Jamie Carragher.